# Porto Alto
O Porto Alto é um lugar da freguesia de Samora Correia, Município de Benavente. Tem um agrupamento de escolas próprio: a Escola Nova, Escola Velha e Escola Básica do Porto Alto. Tem alguns supermercados: como o Pingo Doce, Aldi e Continente Modelo, bem como também lojas de carácter mais popular (comércio regional).
O Porto Alto é um grande centro de ligação entre Lisboa e outras terras\localidades, visto que se situa perto de Lisboa, mas ao mesmo tempo perto de outras localidades de interesse, como o Montijo, Setúbal, Barreiro e outras.
O seu orago é Nossa Senhora da Guadalupe.
O Porto Alto já tentou diversas vezes ser freguesia.